# Tomoko Fukumi
Tomoko Fukumi –en japonés, 福見 友子, Fukumi Tomoko– (Tsuchiura, 26 de junio de 1985) es una deportista japonesa que compitió en judo.
Ganó tres medallas en el Campeonato Mundial de Judo entre los años 2009 y 2011, y una medalla en el Campeonato Asiático de Judo de 2005. En los Juegos Asiáticos de 2010 consiguió una medalla de plata.

## Palmarés internacional
| Campeonato Mundial  | Campeonato Mundial      | Campeonato Mundial | Campeonato Mundial |
| Año                 | Lugar                   | Medalla            | Categoría          |
| ------------------- | ----------------------- | ------------------ | ------------------ |
| 2009                | Róterdam (Países Bajos) | Medalla de oro     | –48 kg             |
| 2010                | Tokio (Japón)           | Medalla de plata   | –48 kg             |
| 2011                | París (Francia)         | Medalla de plata   | –48 kg             |
| Juegos Asiáticos    |                         |                    |                    |
| Año                 | Lugar                   | Medalla            | Categoría          |
| 2010                | Cantón (China)          | Medalla de plata   | –48 kg             |
| Campeonato Asiático |                         |                    |                    |
| Año                 | Lugar                   | Medalla            | Categoría          |
| 2005                | Taskent (Uzbekistán)    | Medalla de oro     | –48 kg             |